# پاوان
پاوان (به ایتالیایی: pavana) رقص اشرافی کُندی بود که بیشتر در سده‌های ۱۶ تا ۱۷ میلادی (دوره رنسانس) در آغاز مراسم‌ها اجرا می‌شد. پاوان احتمالاً از ایتالیا و از طریق اسپانیا به فرانسه و انگلستان رسیده‌است. این رقص در جنوب اسپانیا در رویدادهای رسمی و در کلیسا اجرا می‌شد.

## توصیف
رقص پاوان به کندی و با وقار انجام می‌شده است. رقصندگان دور تا دور تالار در صف‌های منظم قرار می‌گرفتند. زوج‌ها دست یکدیگر را گرفته و  شمرده قدم برمی‌داشتند در حالی که همراه با موسیقی اندکی به بدن خود تاب می‌دادند. گاهی نیز رقصندگان همزمان آواز می‌خواندند. این رقص بیشتر برای نمایش لباس‌های مجلل کاربرد داشته است. معمولاً بلافاصله پس از پاوان رقص گالیارد انجام می‌شده که تندتر و همراه با رقص پا بوده است.

## در موسیقی
آهنگ پاوان با ضرب ۲/۲ یا ۴/۴ می‌باشد. پاوان و گالیارد در سده ۱۷ میلادی وارد فرم سوئیت شدند. پاوان در برخی سوئیت‌های یوهان هرمان شاین ظاهر شد. از قطعات دیگر می‌توان به «پاوان برای ارکستر» اثر گابریل فوره و «پاوان برای شاهزاده مرده» اثر موریس راول اشاره کرد.